# لوچنزا
لوچنزا (به لاتین: Luchenza) یک شهر در مالاوی است که در جنوب این کشور واقع شده‌است.

## خصوصیات
لوچنزا ۱۵٬۵۰۱ نفر جمعیت دارد.